# Brug 643
Brug 643 is een vaste houten brug in Amsterdam Nieuw-West. De brug verbindt de Geleyn Bouwenszstraat in de wijk Geuzenveld met het Geuzeneiland en voert over een naamloze sloot en is niet vrij toegankelijk voor het publiek en afgesloten met een in het midden geplaatst hekwerk. 
Een eerste "brug" kwam hier rond 1961. Het zou een pontonbrug worden met een beweegbaar middenstuk. Het werd echter uitgevoerd als trekpontje dat bestond uit een tweetal ovaalvormige drijvers met daarboven en tussen een zestal ronde metalen platen die bij het aanmeren precies paste op een zestal ronde stenen aan beide oevers. De Dienst der Publieke Werken met architect Dick Slebos noemde het een "beweegbaar voetbrugje". Omdat het eilandje hoger ligt dan de andere oever kon men met een trap eveneens in de vorm van ronde stenen naar boven komen. Dit trekpontje kende geen zelfbediening maar kon handmatig door een medewerker met een kabel naar zich worden toegetrokken en daarmee het eiland al dan niet toegankelijk maakte. De bediening van het kabel kon worden vergrendeld om gebruik door onbevoegden te voorkomen. In de winter bij betrouwbaar ijs op de sloten konden onbevoegden echter wel het eiland vrij betreden.
Nadat er een manege op het eiland was gevestigd, die een tijdelijk eigen brug had naar het Sloterpark, werd het trekpontje in 1987 vervangen door een vaste houten brug op betonnen pijlers. Omdat de brug hoger ligt dan het vroegere trekpontje is er geen hoogteverschil meer met het eiland en werden de ronde stenen overbodig. Wel zijn aan de noordelijke walkant nog steeds een zestal ronde stenen aanwezig in de sloot. 

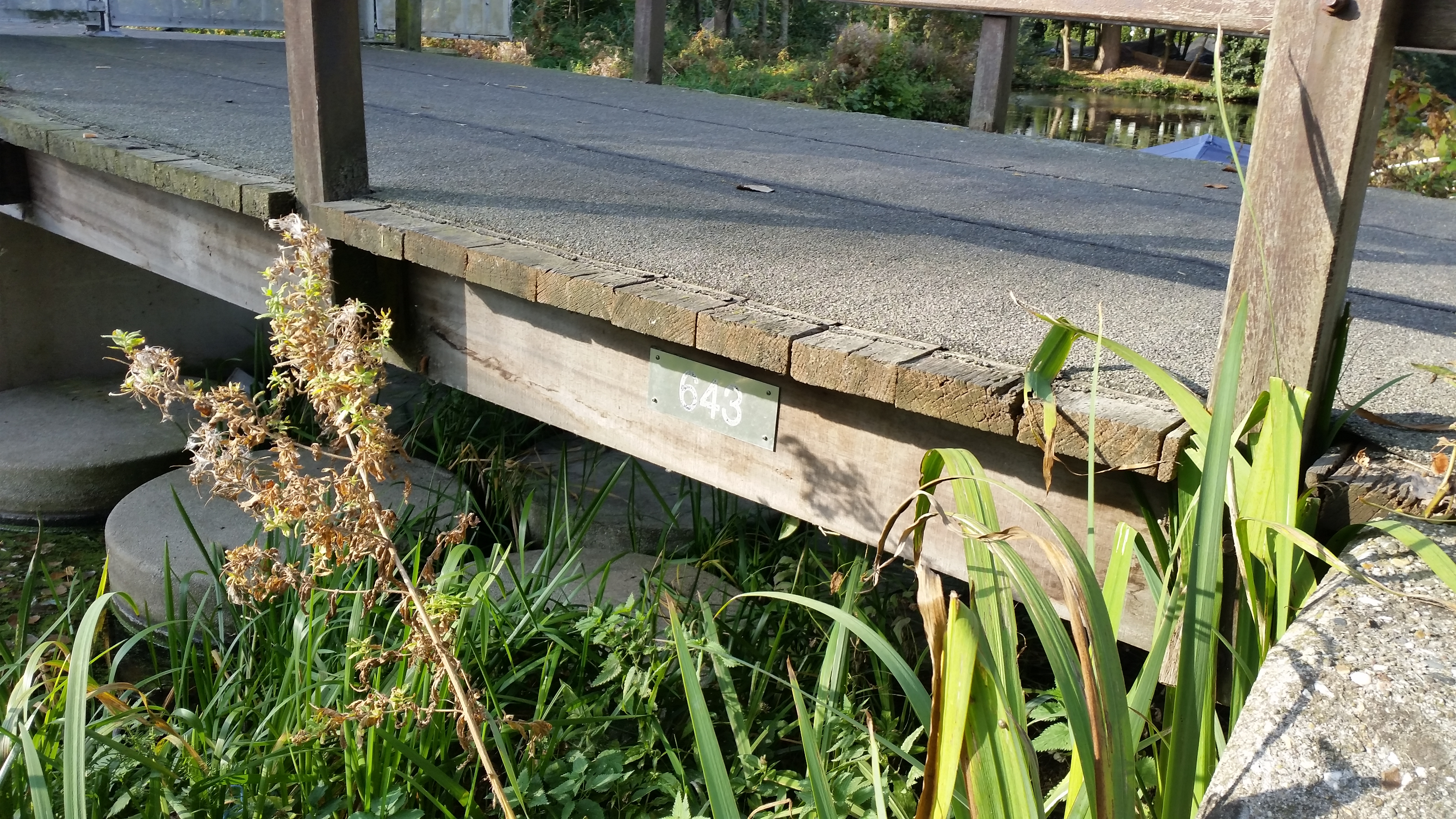
Brug 643, nummerplaat en schijven (oktober 2018)

<<< · 600 · 601 · 602 · 603 · 604 · 605 · 606 · 607 · 608 · 609 · 610 · 611 · 612 · 613 · 614 · 615 · 616 · 617 · 618 · 619 · 620 · 621 · 622 · 623 · 624 · 626 · 627 · 628 · 629 · 630 · 631 · 632 · 633 · 634 · 635 · 636 · 637 · 638 · 639 · 643 · 651 · 652 · 653 · 655 · 656 · 657 · 658 · 659 · 660 · 661 · 662 · 663 · 664 · 665 · 666 · 667 · 668 · 669 · 670 · 671 · 673 · 674 · 675 · 676 · 677 · 678 · 679 · 681 · 682 · 683 · 684 · 685 · 687 · 688 · 689 · 690 · 691 · 692 · 695 · 696 · 699 · >>>
Verdwenen brugnummers: 625 (afgebroken brug Sam van Houtenstraat), 640, 644, 645, 646, 647, 648, 650, 672 (duiker Cornelis Lelylaan, Rembrandtpark), 694, 698.
Nooit gebouwd: 649, 680 (nooit gebouwde brug Sloterplas).
Brugnummers 641, 642, 654, 686, 693, 694 en 697 zijn onbekend.